# Osparøya
Osparøya est une île norvégienne du comté de Hordaland appartenant administrativement à Bømlo.

## Description
Rocheuse et couvert d'arbres, elle s'étend sur environ 566 m de longueur pour une largeur approximative de 286 m.